# Dirka po Franciji 2013
Dirka po Franciji 2013 je bila 100. izvedba dirke po Franciji. Začela se je 29. junija 2013 z 213 km dolgo ravninsko etapo na otoku Korziki, končala pa 21. julija 2013 v Parizu. Korzika je bila s tremi etapami prvič doslej prizorišče kolesarske dirke, s čimer so jo organizatorji želeli povezati s 100. izdajo Toura. Celotna dirka je potekala po ozemlju Francije, kar se ni zgodilo že od leta 1988.
Kolesarji so morali prevoziti sedem ravninskih, pet vmesnih in šest gorskih etap, od teh s štirimi gorskimi cilji, poleg tega so imeli dve samostojni vožnji na čas in eno ekipno vožnjo na čas. V zadnjem "brutalnem" tednu dirke so imeli kolesarji tri gorske etape v Alpah, vključno z "zlobno težkim" kronometrom. Vsega skupaj so prevozili 3.403 km.
Končni zmagovalec je postal Britanec Chris Froome. Dirke sta se udeležila tudi dva slovenska predstavnika: Kristijan Koren v moštvu Cannondale jo je končal na skupnem stotem mestu, medtem ko se Jani Brajkovič, sicer kapetan moštva Astane, ni pojavil na štartu 7. etape potem, ko se je poškodoval pri skupinskem padcu 11 kilometrov pred ciljem predhodnje 6. etape.

## Ekipe
Do Toura je bilo upravičenih in dolžnih tekmovati vseh 19 kolesarskih ekip, trenutno na seznamu UCI Pro Toura. Povabljene so bile tudi tri ekipe članice mednarodne kolesarske zveze s sedežem v Franciji.
UCI ProTeams
- Ag2r-La Mondiale
- Argos-Shimano
- Astana
- Belkin Pro Cycling
- BMC Racing Team
- Cannondale
- Euskaltel-Euskadi
- FDJ.fr
- Garmin–Sharp
- Team Katusha
- Lampre-Merida
- Lotto–Belisol
- Movistar Team
- Omega Pharma–Quick-Step
- Orica–GreenEDGE
- RadioShack–Leopard
- Saxo–Tinkoff
- Team Sky
- Vacansoleil-DCM

UCI Professional Continental
- Cofidis
- Team Europcar
- Sojasun

## Etape
Tour de France 2013 je vseboval 21 etap s skupno dolžino 3403 km. Začel se je na Korziki, kjer je obiskal edina dva departmaja metropolitanske Francije, ki še nista bila deležna Toura - južni Corse-du-Sud in severni Haute-Corse. Dirka, stota po vrsti, je vsebovala nekatere najbolj znane vzponev zgodovini dirke, s Col du Tourmaletom v 9. etapi, gorskim ciljem na Mont Ventoux v 14. etapi, 18. etapa je bila deležna kar dvakratnega vzpona na L'Alpe d'Huez, pri čemer je bil po drugem vzponu na vrhu tudi cilj. Ekipni kronometer je potekal v 4. etapi okoli Nice. Dirka se je zaključila tradicionalno na Elizejskih poljanah, prvič v nočnem času.
| Etapa | Datum     | Štart/Cilj                             | Razdalja      | Tip       | Tip                  | Zmagovalec              |           |
| ----- | --------- | -------------------------------------- | ------------- | --------- | -------------------- | ----------------------- | --------- |
| 1     | 29. junij | Porto-Vecchio — Bastia                 | 213 km        |           | ravninska etapa      | Marcel Kittel (GER)     |           |
| 2     | 30. junij | Bastia — Ajaccio                       | 156 km        |           | hribovita etapa      | Jan Bakelants (BEL)     |           |
| 3     | 1. julij  | Ajaccio — Calvi                        | 145,5 km      |           | hribovita etapa      | Simon Gerrans (AUS)     |           |
| 4     | 2. julij  | Nice                                   | 25 km         |           | ekipni kronometer    | Orica–GreenEDGE         |           |
| 5     | 3. julij  | Cagnes-sur-Mer — Marseille             | 228,5 km      |           | ravninska etapa      | Mark Cavendish (GBR)    |           |
| 6     | 4. julij  | Aix-en-Provence — Montpellier          | 176,5 km      |           | ravninska etapa      | André Greipel (GER)     |           |
| 7     | 5. julij  | Montpellier — Albi                     | 205,5 km      |           | ravninska etapa      | Peter Sagan (SVK)       |           |
| 8     | 6. julij  | Castres — Ax 3 Domaines                | 195 km        |           | gorska etapa         | Chris Froome (GBR)      |           |
| 9     | 7. julij  | Saint-Girons – Bagnères-de-Bigorre     | 168,5 km      |           | gorska etapa         | Dan Martin (IRL)        |           |
|       | 8. julij  | Saint-Nazaire                          | Saint-Nazaire |           | dan počitka          | dan počitka             |           |
| 10    | 9. julij  | Saint-Gildas-des-Bois — Saint-Malo     | 197 km        |           | ravninska etapa      | Marcel Kittel (GER)     |           |
| 11    | 10. julij | Avranches — Mont Saint-Michel          | 33 km         |           | posamični kronometer | Tony Martin (GER)       |           |
| 12    | 11. julij | Fougères — Tours                       | 218 km        |           | ravninska etapa      | Marcel Kittel (GER)     |           |
| 13    | 12. julij | Tours — Saint-Amand-Montrond           | 173 km        |           | ravninska etapa      | Mark Cavendish (GBR)    |           |
| 14    | 13. julij | Saint-Pourçain-sur-Sioule — Lyon       | 191 km        |           | hribovita etapa      | Matteo Trentin (ITA)    |           |
| 15    | 14. julij | Givors — Mont Ventoux                  | 242,5 km      |           | gorska etapa         | Chris Froome (GBR)      |           |
|       | 15. julij | Vaucluse                               | Vaucluse      |           | dan počitka          | dan počitka             |           |
| 16    | 16. julij | Vaison-la-Romaine — Gap                | 168 km        |           | gorska etapa         | Rui Costa (POR)         |           |
| 17    | 17. julij | Embrun — Chorges                       | 32 km         |           | posamični kronometer | Chris Froome (GBR)      |           |
| 18    | 18. julij | Gap — Alpe d'Huez                      | 172,5 km      |           | gorska etapa         | Christophe Riblon (FRA) |           |
| 19    | 19. julij | Le Bourg-d'Oisans — Le Grand-Bornand   | 204,5 km      |           | gorska etapa         | Rui Costa (POR)         |           |
| 20    | 20. julij | Annecy — Semnoz                        | 125 km        |           | gorska etapa         | Nairo Quintana (COL)    |           |
| 21    | 21. julij | Versailles — Pariz (Elizejske poljane) | 133,5 km      |           | ravninska etapa      | Marcel Kittel (GER)     |           |
|       | Skupaj    | Skupaj                                 | 3403,5 km     | 3403,5 km | 3403,5 km            | 3403,5 km               | 3403,5 km |

## Razvrstitev po klasifikacijah
| Etapa  | Zmagovalec        | - Rumena majica | - Zelena majica | - Pikčasta majica | - Bela majica      | - Ekipno           | - Rdeča številka    |
| ------ | ----------------- | --------------- | --------------- | ----------------- | ------------------ | ------------------ | ------------------- |
| 1      | Marcel Kittel     | Marcel Kittel   | Marcel Kittel   | Juan José Lobato  | Marcel Kittel      | Vacansoleil-DCM    | Jérôme Cousin       |
| 2      | Jan Bakelants     | Jan Bakelants   | Marcel Kittel   | Pierre Rolland    | Michał Kwiatkowski | RadioShack–Leopard | Blel Kadri          |
| 3      | Simon Gerrans     | Jan Bakelants   | Peter Sagan     | Pierre Rolland    | Michał Kwiatkowski | RadioShack–Leopard | Simon Clarke        |
| 4      | Orica–GreenEDGE   | Simon Gerrans   | Peter Sagan     | Pierre Rolland    | Michał Kwiatkowski | Orica–GreenEDGE    | brez                |
| 5      | Mark Cavendish    | Simon Gerrans   | Peter Sagan     | Pierre Rolland    | Michał Kwiatkowski | Orica–GreenEDGE    | Thomas De Gendt     |
| 6      | André Greipel     | Daryl Impey     | Peter Sagan     | Pierre Rolland    | Michał Kwiatkowski | Orica–GreenEDGE    | André Greipel       |
| 7      | Peter Sagan       | Daryl Impey     | Peter Sagan     | Blel Kadri        | Michał Kwiatkowski | Orica–GreenEDGE    | Jan Bakelants       |
| 8      | Chris Froome      | Chris Froome    | Peter Sagan     | Chris Froome      | Nairo Quintana     | Movistar Team      | Nairo Quintana      |
| 9      | Dan Martin        | Chris Froome    | Peter Sagan     | Pierre Rolland    | Nairo Quintana     | Movistar Team      | Romain Bardet       |
| 10     | Marcel Kittel     | Chris Froome    | Peter Sagan     | Pierre Rolland    | Nairo Quintana     | Movistar Team      | Jérôme Cousin       |
| 11     | Tony Martin       | Chris Froome    | Peter Sagan     | Pierre Rolland    | Michał Kwiatkowski | Movistar Team      | brez                |
| 12     | Marcel Kittel     | Chris Froome    | Peter Sagan     | Pierre Rolland    | Michał Kwiatkowski | Movistar Team      | Juan Antonio Flecha |
| 13     | Mark Cavendish    | Chris Froome    | Peter Sagan     | Pierre Rolland    | Michał Kwiatkowski | Saxo–Tinkoff       | Mark Cavendish      |
| 14     | Matteo Trentin    | Chris Froome    | Peter Sagan     | Pierre Rolland    | Michał Kwiatkowski | Saxo–Tinkoff       | Julien Simon        |
| 15     | Chris Froome      | Chris Froome    | Peter Sagan     | Chris Froome      | Nairo Quintana     | Saxo–Tinkoff       | Sylvain Chavanel    |
| 16     | Rui Costa         | Chris Froome    | Peter Sagan     | Chris Froome      | Nairo Quintana     | RadioShack–Leopard | Rui Costa           |
| 17     | Chris Froome      | Chris Froome    | Peter Sagan     | Chris Froome      | Nairo Quintana     | Saxo–Tinkoff       | brez                |
| 18     | Christophe Riblon | Chris Froome    | Peter Sagan     | Chris Froome      | Nairo Quintana     | Saxo–Tinkoff       | Christophe Riblon   |
| 19     | Rui Costa         | Chris Froome    | Peter Sagan     | Chris Froome      | Nairo Quintana     | Saxo–Tinkoff       | Pierre Rolland      |
| 20     | Nairo Quintana    | Chris Froome    | Peter Sagan     | Nairo Quintana    | Nairo Quintana     | Saxo–Tinkoff       | Jens Voigt          |
| 21     | Marcel Kittel     | Chris Froome    | Peter Sagan     | Nairo Quintana    | Nairo Quintana     | Saxo–Tinkoff       | brez                |
| Skupaj | Skupaj            | Chris Froome    | Peter Sagan     | Nairo Quintana    | Nairo Quintana     | Saxo–Tinkoff       | Christophe Riblon   |

## Končna razvrstitev
| Legenda                                  | Legenda                                  | Legenda                               | Legenda                                    |
| ---------------------------------------- | ---------------------------------------- | ------------------------------------- | ------------------------------------------ |
| A yellow jersey.                         | Predstavlja vodilnega v skupnem seštevku | A white jersey with red polka dots.   | Predstavlja vodilnega v gorski razvrstitvi |
| A green jersey.                          | Predstavlja vodilnega po točkah          | A white jersey.                       | Predstavlja najboljšega mladega kolesarja  |
| A white jersey with a yellow number bib. | Predstavlja vodilnega najboljše ekipe    | A white jersey with a red number bib. | Predstavlja najbolj borbenega kolesarja    |

### Rumena majica
| Poz. | Kolesar                  | Ekipa              | Čas         |
| ---- | ------------------------ | ------------------ | ----------- |
| 1    | Chris Froome (UK)        | Team Sky           | 83h 56' 40" |
| 2    | Nairo Quintana (COL)     | Movistar Team      | + 4' 20"    |
| 3    | Joaquim Rodríguez (ESP)  | Team Katusha       | + 5' 04"    |
| 4    | Alberto Contador (ESP)   | Saxo–Tinkoff       | + 6' 27"    |
| 5    | Roman Kreuziger (CZE)    | Saxo–Tinkoff       | + 7' 27"    |
| 6    | Bauke Mollema (NED)      | Belkin Pro Cycling | + 11' 42"   |
| 7    | Jakob Fuglsang (DEN)     | Astana             | + 12' 17"   |
| 8    | Alejandro Valverde (ESP) | Movistar Team      | + 15' 26"   |
| 9    | Daniel Navarro (ESP)     | Cofidis            | + 15' 52"   |
| 10   | Andrew Talansky (USA)    | Garmin–Sharp       | + 17' 39"   |

| Skupna razvrstitev kolesarjev (11–169) | Skupna razvrstitev kolesarjev (11–169) | Skupna razvrstitev kolesarjev (11–169) | Skupna razvrstitev kolesarjev (11–169) |
| Poz.                                   | Kolesar                                | Ekipa                                  | Čas                                    |
| -------------------------------------- | -------------------------------------- | -------------------------------------- | -------------------------------------- |
| 11                                     | Michał Kwiatkowski (POL)               | Omega Pharma–Quick-Step                | + 18' 59"                              |
| 12                                     | Mikel Nieve (ESP)                      | Euskaltel-Euskadi                      | + 20' 01"                              |
| 13                                     | Laurens ten Dam (NED)                  | Belkin Pro Cycling                     | + 21' 39"                              |
| 14                                     | Maxime Monfort (BEL)                   | RadioShack–Leopard                     | + 23' 38"                              |
| 15                                     | Romain Bardet (FRA)                    | Ag2r-La Mondiale                       | + 26' 42"                              |
| 16                                     | Michael Rogers (AUS)                   | Saxo–Tinkoff                           | + 26' 51"                              |
| 17                                     | Daniel Moreno (ESP)                    | Team Katusha                           | + 32' 34"                              |
| 18                                     | Jan Bakelants (BEL)                    | RadioShack–Leopard                     | + 35' 51"                              |
| 19                                     | Richie Porte (AUS)                     | Team Sky                               | + 39' 41"                              |
| 20                                     | Andy Schleck (LUX)                     | RadioShack–Leopard                     | + 41' 46"                              |
| 21                                     | José Serpa (COL)                       | Lampre-Merida                          | + 45' 08"                              |
| 22                                     | John Gadret (FRA)                      | Ag2r-La Mondiale                       | + 46' 00"                              |
| 23                                     | Igor Antón (ESP)                       | Euskaltel-Euskadi                      | + 48' 07"                              |
| 24                                     | Pierre Rolland (FRA)                   | Team Europcar                          | + 52' 15"                              |
| 25                                     | Peter Velits (SVK)                     | Omega Pharma–Quick-Step                | + 54' 00"                              |
| 26                                     | Robert Gesink (NED)                    | Belkin Pro Cycling                     | + 54' 25"                              |
| 27                                     | Rui Costa (POR)                        | Movistar Team                          | + 54' 34"                              |
| 28                                     | Wout Poels (NED)                       | Vacansoleil-DCM                        | + 56' 33"                              |
| 29                                     | Arnold Jeannesson (FRA)                | FDJ.fr                                 | + 57' 06"                              |
| 30                                     | Andreas Klöden (GER)                   | RadioShack–Leopard                     | + 1h 02' 43"                           |
| 31                                     | Sylvain Chavanel (FRA)                 | Omega Pharma–Quick-Step                | + 1h 03' 41"                           |
| 32                                     | Cyril Gautier (FRA)                    | Team Europcar                          | + 1h 12' 42"                           |
| 33                                     | Dan Martin (IRL)                       | Garmin–Sharp                           | + 1h 13' 08"                           |
| 34                                     | Hubert Dupont (FRA)                    | Ag2r-La Mondiale                       | + 1h 14' 59"                           |
| 35                                     | Steve Morabito (SUI)                   | BMC Racing Team                        | + 1h 20' 39"                           |
| 36                                     | Haimar Zubeldia (ESP)                  | RadioShack–Leopard                     | + 1h 24' 22"                           |
| 37                                     | Christophe Riblon (FRA)                | Ag2r-La Mondiale                       | + 1h 27' 57"                           |
| 38                                     | Bart De Clercq (BEL)                   | Lotto–Belisol                          | + 1h 28' 06"                           |
| 39                                     | Cadel Evans (AUS)                      | BMC Racing Team                        | + 1h 30' 14"                           |
| 40                                     | Nicolas Roche (IRE)                    | Saxo–Tinkoff                           | + 1h 34' 17"                           |
| 41                                     | Tom Dumoulin (NED)                     | Argos-Shimano                          | + 1h 34' 30"                           |
| 42                                     | Mikel Astarloza (ESP)                  | Euskaltel-Euskadi                      | + 1h 36' 27"                           |
| 43                                     | Jesús Hernández (ESP)                  | Saxo–Tinkoff                           | + 1h 36' 40"                           |
| 44                                     | Alexandre Geniez (FRA)                 | FDJ.fr                                 | + 1h 38' 06"                           |
| 45                                     | Tejay van Garderen (USA)               | BMC Racing Team                        | + 1h 38' 57"                           |
| 46                                     | Alexis Vuillermoz (FRA)                | Sojasun                                | + 1h 40' 05"                           |
| 47                                     | Rubén Plaza (ESP)                      | Movistar Team                          | + 1h 40' 35"                           |
| 48                                     | Edvard Vorganov (RUS)                  | Team Katusha                           | + 1h 42' 41"                           |
| 49                                     | Davide Malacarne (ITA)                 | Team Europcar                          | + 1h 44' 50"                           |
| 50                                     | Lars Petter Nordhaug (NOR)             | Belkin Pro Cycling                     | + 1h 49' 42"                           |
| 51                                     | Jurij Trofimov (RUS)                   | Team Katusha                           | + 1h 49' 54"                           |
| 52                                     | Maxime Méderel (FRA)                   | Sojasun                                | + 1h 53' 01"                           |
| 53                                     | Laurent Didier (LUX)                   | RadioShack–Leopard                     | + 1h 58' 53"                           |
| 54                                     | Andrey Amador (CRC)                    | Movistar Team                          | + 1h 58' 59"                           |
| 55                                     | Damiano Cunego (ITA)                   | Lampre-Merida                          | + 1h 59' 38"                           |
| 56                                     | Amaël Moinard (FRA)                    | BMC Racing Team                        | + 2h 00' 03"                           |
| 57                                     | Przemysław Niemiec (POL)               | Lampre-Merida                          | + 2h 00' 28"                           |
| 58                                     | Tony Gallopin (FRA)                    | RadioShack–Leopard                     | + 2h 02' 59"                           |
| 59                                     | Pierrick Fédrigo (FRA)                 | FDJ.fr                                 | + 2h 04' 19"                           |
| 60                                     | Tom Danielson (USA)                    | Garmin–Sharp                           | + 2h 05' 28"                           |
| 61                                     | Guillaume Levarlet (FRA)               | Cofidis                                | + 2h 07' 01"                           |
| 62                                     | Philippe Gilbert (BEL)                 | BMC Racing Team                        | + 2h 07' 11"                           |
| 63                                     | Jérôme Coppel (FRA)                    | Cofidis                                | + 2h 09' 13"                           |
| 64                                     | Bram Tankink (NED)                     | Belkin Pro Cycling                     | + 2h 10' 12"                           |
| 65                                     | Thomas Voeckler (FRA)                  | Team Europcar                          | + 2h 12' 48"                           |
| 66                                     | Arthur Vichot (FRA)                    | FDJ.fr                                 | + 2h 15' 06"                           |
| 67                                     | Jens Voigt (GER)                       | RadioShack–Leopard                     | + 2h 15' 09"                           |
| 68                                     | Simon Clarke (AUS)                     | Orica–GreenEDGE                        | + 2h 20' 14"                           |
| 69                                     | Ion Izagirre (ESP)                     | Euskaltel-Euskadi                      | + 2h 21' 32"                           |
| 70                                     | Ryder Hesjedal (CAN)                   | Garmin–Sharp                           | + 2h 21' 41"                           |
| 71                                     | Alessandro De Marchi (ITA)             | Cannondale                             | + 2h 23' 11"                           |
| 72                                     | Adam Hansen (AUS)                      | Lotto–Belisol                          | + 2h 23' 15"                           |
| 73                                     | Rudy Molard (FRA)                      | Cofidis                                | + 2h 25' 25"                           |
| 74                                     | Daryl Impey (RSA)                      | Orica–GreenEDGE                        | + 2h 26' 37"                           |
| 75                                     | Simon Geschke (GER)                    | Argos-Shimano                          | + 2h 27' 42"                           |
| 76                                     | Manuele Mori (ITA)                     | Lampre-Merida                          | + 2h 28' 19"                           |
| 77                                     | Peter Kennaugh (GBR)                   | Team Sky                               | + 2h 33' 46"                           |
| 78                                     | Juan José Oroz (ESP)                   | Euskaltel-Euskadi                      | + 2h 33' 55"                           |
| 79                                     | José Joaquín Rojas (ESP)               | Movistar Team                          | + 2h 34' 05"                           |
| 80                                     | Simon Gerrans (AUS)                    | Orica–GreenEDGE                        | + 2h 34' 36"                           |
| 81                                     | Julien El Fares (FRA)                  | Sojasun                                | + 2h 36' 28"                           |
| 82                                     | Peter Sagan (SVK)                      | Cannondale                             | + 2h 38' 51"                           |
| 83                                     | Sergey Lagutin (UZB)                   | Vacansoleil-DCM                        | + 2h 38' 55"                           |
| 84                                     | Francesco Gavazzi (ITA)                | Astana                                 | + 2h 39' 08"                           |
| 85                                     | Manuel Quinziato (ITA)                 | BMC Racing Team                        | + 2h 39' 34"                           |
| 86                                     | Michael Albasini (SUI)                 | Orica–GreenEDGE                        | + 2h 40' 22"                           |
| 87                                     | Julien Simon (FRA)                     | Sojasun                                | + 2h 41' 24"                           |
| 88                                     | Luis Ángel Maté (ESP)                  | Cofidis                                | + 2h 43' 28"                           |
| 89                                     | Anthony Delaplace (FRA)                | Sojasun                                | + 2h 44' 13"                           |
| 90                                     | Kanstancin Sivcov (BLR)                | Team Sky                               | + 2h 44' 43"                           |
| 91                                     | Brent Bookwalter (USA)                 | BMC Racing Team                        | + 2h 45' 05"                           |
| 92                                     | Matteo Tosatto (ITA)                   | Saxo–Tinkoff                           | + 2h 47' 39"                           |
| 93                                     | Juan Antonio Flecha (ESP)              | Vacansoleil-DCM                        | + 2h 48' 03"                           |
| 94                                     | Moreno Moser (ITA)                     | Cannondale                             | + 2h 53' 27"                           |
| 95                                     | Enrico Gasparotto (ITA)                | Astana                                 | + 2h 53' 36"                           |
| 96                                     | Thomas De Gendt (BEL)                  | Vacansoleil-DCM                        | + 2h 53' 41"                           |
| 97                                     | Jonathan Castroviejo (ESP)             | Movistar Team                          | + 2h 53' 41"                           |
| 98                                     | Marcus Burghardt (GER)                 | BMC Racing Team                        | + 2h 54' 01"                           |
| 99                                     | Jukija Araširo (JPN)                   | Team Europcar                          | + 2h 54' 53"                           |
| 100                                    | Kristijan Koren (SLO)                  | Cannondale                             | + 2h 57' 03"                           |
| 101                                    | Johnny Hoogerland (NED)                | Vacansoleil-DCM                        | + 2h 57' 59"                           |
| 102                                    | Rein Taaramäe (EST)                    | Cofidis                                | + 2h 59' 09"                           |
| 103                                    | Markel Irizar (ESP)                    | RadioShack–Leopard                     | + 2h 59' 39"                           |
| 104                                    | Brice Feillu (FRA)                     | Sojasun                                | + 2h 59' 45"                           |
| 105                                    | Lars Boom (NED)                        | Belkin Pro Cycling                     | + 3h 02' 52"                           |
| 106                                    | Tony Martin (GER)                      | Omega Pharma–Quick-Step                | + 3h 05' 25"                           |
| 107                                    | Daniele Bennati (ITA)                  | Saxo–Tinkoff                           | + 3h 05' 55"                           |
| 108                                    | Lars Bak (DEN)                         | Lotto–Belisol                          | + 3h 07' 12"                           |
| 109                                    | Alberto Losada (ESP)                   | Team Katusha                           | + 3h 07' 26"                           |
| 110                                    | Pavel Brutt (RUS)                      | Team Katusha                           | + 3h 09' 47"                           |
| 111                                    | Alan Marangoni (ITA)                   | Cannondale                             | + 3h 10' 01"                           |
| 112                                    | Cyril Lemoine (FRA)                    | Sojasun                                | + 3h 11' 38"                           |
| 113                                    | David Millar (GBR)                     | Garmin–Sharp                           | + 3h 14' 25"                           |
| 114                                    | Maciej Bodnar (POL)                    | Cannondale                             | + 3h 15' 15"                           |
| 115                                    | Egoitz García (ESP)                    | Cofidis                                | + 3h 16' 28"                           |
| 116                                    | Jean-Marc Marino (FRA)                 | Sojasun                                | + 3h 16' 30"                           |
| 117                                    | Fabio Sabatini (ITA)                   | Cannondale                             | + 3h 18' 40"                           |
| 118                                    | Imanol Erviti (ESP)                    | Movistar Team                          | + 3h 19' 12"                           |
| 119                                    | Gatis Smukulis (LAT)                   | Team Katusha                           | + 3h 21' 06"                           |
| 120                                    | Ramūnas Navardauskas (LTU)             | Garmin–Sharp                           | + 3h 21' 29"                           |
| 121                                    | John Degenkolb (GER)                   | Argos-Shimano                          | + 3h 23' 23"                           |
| 122                                    | Romain Sicard (FRA)                    | Euskaltel-Euskadi                      | + 3h 23' 54"                           |
| 123                                    | David Veilleux (CAN)                   | Team Europcar                          | + 3h 24' 16"                           |
| 124                                    | Sébastien Minard (FRA)                 | Ag2r-La Mondiale                       | + 3h 24' 28"                           |
| 125                                    | Blel Kadri (FRA)                       | Ag2r-La Mondiale                       | + 3h 27' 17"                           |
| 126                                    | Jérémy Roy (FRA)                       | FDJ.fr                                 | + 3h 28' 39"                           |
| 127                                    | David López (ESP)                      | Team Sky                               | + 3h 28' 47"                           |
| 128                                    | Elia Favilli (ITA)                     | Lampre-Merida                          | + 3h 31' 19"                           |
| 129                                    | André Greipel (GER)                    | Lotto–Belisol                          | + 3h 32' 07"                           |
| 130                                    | Cameron Meyer (AUS)                    | Orica–GreenEDGE                        | + 3h 32' 14"                           |
| 131                                    | Sep Vanmarcke (BEL)                    | Belkin Pro Cycling                     | + 3h 34' 33"                           |
| 132                                    | Maarten Wynants (BEL)                  | Belkin Pro Cycling                     | + 3h 37' 06"                           |
| 133                                    | Murilo Fischer (BRA)                   | FDJ.fr                                 | + 3h 37' 48"                           |
| 134                                    | Kévin Reza (FRA)                       | Team Europcar                          | + 3h 38' 31"                           |
| 135                                    | Ian Stannard (GBR)                     | Team Sky                               | + 3h 38' 49"                           |
| 136                                    | Sérgio Paulinho (POR)                  | Saxo–Tinkoff                           | + 3h 38' 58"                           |
| 137                                    | Davide Cimolai (ITA)                   | Lampre-Merida                          | + 3h 40' 31"                           |
| 138                                    | Koen de Kort (NED)                     | Argos-Shimano                          | + 3h 40' 55"                           |
| 139                                    | Rubén Pérez (ESP)                      | Euskaltel-Euskadi                      | + 3h 43' 15"                           |
| 140                                    | Geraint Thomas (GBR)                   | Team Sky                               | + 3h 43' 34"                           |
| 141                                    | Aleksandr Kučinski (BLR)               | Team Katusha                           | + 3h 45' 02"                           |
| 142                                    | Matteo Trentin (ITA)                   | Omega Pharma–Quick-Step                | + 3h 45' 30"                           |
| 143                                    | Samuel Dumoulin (FRA)                  | Ag2r-La Mondiale                       | + 3h 47' 11"                           |
| 144                                    | Boy van Poppel (NED)                   | Vacansoleil-DCM                        | + 3h 48' 15"                           |
| 145                                    | Roy Curvers (NED)                      | Argos-Shimano                          | + 3h 48' 30"                           |
| 146                                    | Johannes Fröhlinger (GER)              | Argos-Shimano                          | + 3h 49' 02"                           |
| 147                                    | Alexander Kristoff (NOR)               | Team Katusha                           | + 3h 49' 50"                           |
| 148                                    | Mark Cavendish (GBR)                   | Omega Pharma–Quick-Step                | + 3h 52' 04"                           |
| 149                                    | Niki Terpstra (NED)                    | Omega Pharma–Quick-Step                | + 3h 52' 05"                           |
| 150                                    | Tom Leezer (NED)                       | Belkin Pro Cycling                     | + 3h 53' 55"                           |
| 151                                    | Jonathan Hivert (FRA)                  | Sojasun                                | + 3h 57' 09"                           |
| 152                                    | Matthew Goss (AUS)                     | Orica–GreenEDGE                        | + 3h 57' 24"                           |
| 153                                    | Gert Steegmans (BEL)                   | Omega Pharma–Quick-Step                | + 3h 59' 14"                           |
| 154                                    | Brett Lancaster (AUS)                  | Orica–GreenEDGE                        | + 4h 00' 19"                           |
| 155                                    | Brian Vandborg (DEN)                   | Cannondale                             | + 4h 00' 21"                           |
| 156                                    | Jérôme Cousin (FRA)                    | Team Europcar                          | + 4h 01' 10"                           |
| 157                                    | Roberto Ferrari (ITA)                  | Lampre-Merida                          | + 4h 02' 09"                           |
| 158                                    | Yohann Gène (FRA)                      | Team Europcar                          | + 4h 03' 06"                           |
| 159                                    | Jérôme Pineau (FRA)                    | Omega Pharma–Quick-Step                | + 4h 03' 11"                           |
| 160                                    | Jürgen Roelandts (BEL)                 | Lotto–Belisol                          | + 4h 03' 18"                           |
| 161                                    | Stuart O'Grady (AUS)                   | Orica–GreenEDGE                        | + 4h 03' 27"                           |
| 162                                    | Greg Henderson (NZL)                   | Lotto–Belisol                          | + 4h 04' 26"                           |
| 163                                    | Frederik Willems (BEL)                 | Lotto–Belisol                          | + 4h 05' 18"                           |
| 164                                    | Albert Timmer (NED)                    | Argos-Shimano                          | + 4h 07' 19"                           |
| 165                                    | Juan José Lobato (ESP)                 | Euskaltel-Euskadi                      | + 4h 07' 59"                           |
| 166                                    | Marcel Kittel (GER)                    | Argos-Shimano                          | + 4h 10' 08"                           |
| 167                                    | Dimitrij Muravjev (KAZ)                | Astana                                 | + 4h 21' 46"                           |
| 168                                    | Asan Bazajev (KAZ)                     | Astana                                 | + 4h 24' 52"                           |
| 169                                    | Svein Tuft (CAN)                       | Orica–GreenEDGE                        | + 4h 27' 55"                           |

### Zelena majica
| Poz. | Kolesar                   | Ekipa                   | Točke |
| ---- | ------------------------- | ----------------------- | ----- |
| 1    | Peter Sagan (SVK)         | Cannondale              | 409   |
| 2    | Mark Cavendish (GBR)      | Omega Pharma–Quick-Step | 312   |
| 3    | André Greipel (GER)       | Lotto–Belisol           | 267   |
| 4    | Marcel Kittel (GER)       | Argos-Shimano           | 222   |
| 5    | Alexander Kristoff (NOR)  | Team Katusha            | 177   |
| 6    | Juan Antonio Flecha (ESP) | Vacansoleil-DCM         | 163   |
| 7    | José Joaquín Rojas (ESP)  | Movistar Team           | 156   |
| 8    | Michał Kwiatkowski (POL)  | Omega Pharma–Quick-Step | 110   |
| 9    | Chris Froome (GBR)        | Team Sky                | 107   |
| 10   | Christophe Riblon (FRA)   | Ag2r-La Mondiale        | 104   |

### Pikčasta majica
| Poz. | Kolesar                  | Ekipa             | Točke |
| ---- | ------------------------ | ----------------- | ----- |
| 1    | Nairo Quintana (COL)     | Movistar Team     | 147   |
| 2    | Chris Froome (GBR)       | Team Sky          | 136   |
| 3    | Pierre Rolland (FRA)     | Team Europcar     | 119   |
| 4    | Joaquim Rodríguez (ESP)  | Team Katusha      | 99    |
| 5    | Christophe Riblon (FRA)  | Ag2r-La Mondiale  | 98    |
| 6    | Mikel Nieve (ESP)        | Euskaltel-Euskadi | 98    |
| 7    | Moreno Moser (ITA)       | Cannondale        | 72    |
| 8    | Richie Porte (AUS)       | Team Sky          | 72    |
| 9    | Ryder Hesjedal (CAN)     | Garmin–Sharp      | 64    |
| 10   | Tejay van Garderen (USA) | BMC Racing Team   | 63    |

### Bela majica
| Poz. | Kolesar                  | Ekipa                   | Čas          |
| ---- | ------------------------ | ----------------------- | ------------ |
| 1    | Nairo Quintana (COL)     | Movistar Team           | 84h 01' 00"  |
| 2    | Andrew Talansky (USA)    | Garmin–Sharp            | + 13' 19″    |
| 3    | Michał Kwiatkowski (POL) | Omega Pharma–Quick-Step | + 14' 39"    |
| 4    | Romain Bardet (FRA)      | Ag2r-La Mondiale        | + 22′ 22″    |
| 5    | Tom Dumoulin (NED)       | Argos-Shimano           | + 1h 30′ 10″ |
| 6    | Alexandre Geniez (FRA)   | FDJ.fr                  | + 1h 33' 46″ |
| 7    | Tejay van Garderen (USA) | BMC Racing Team         | + 1h 34' 37″ |
| 8    | Alexis Vuillermoz (FRA)  | Sojasun                 | + 1h 35′ 45″ |
| 9    | Tony Gallopin (FRA)      | RadioShack–Leopard      | + 1h 58' 39″ |
| 10   | Arthur Vichot (FRA)      | FDJ.fr                  | + 2h 10' 46″ |

### Ekipna razvrstitev
| Poz. | Ekipa                   | Čas          |
| ---- | ----------------------- | ------------ |
| 1    | Saxo–Tinkoff            | 251h 11′ 07″ |
| 2    | Ag2r-La Mondiale        | + 8' 28″     |
| 3    | RadioShack–Leopard      | + 9' 02″     |
| 4    | Movistar Team           | + 22' 49″    |
| 5    | Belkin Pro Cycling      | + 38' 30″    |
| 6    | Team Katusha            | + 1h 03' 48″ |
| 7    | Euskaltel-Euskadi       | + 1h 30' 34″ |
| 8    | Omega Pharma–Quick-Step | + 1h 50' 25″ |
| 9    | Team Sky                | + 1h 56' 42″ |
| 10   | Cofidis                 | + 2h 07' 11″ |